# Liste der denkmalgeschützten Objekte in Elbigenalp
Die Liste der denkmalgeschützten Objekte in Elbigenalp enthält die 21 denkmalgeschützten, unbeweglichen Objekte der Gemeinde Elbigenalp.

## Denkmäler
| Foto |                 | Denkmal | Standort                                                       | Beschreibung | Metadaten |
| ---- | --------------- | --- | -------------------------------------------------------------- | --- | --- |
| ja   | Datei hochladen | Widum HERIS-ID: 55325 Objekt-ID: 63945 TKK: 25376                                                                                         | Dorf 1 Standort KG: Elbigenalp                                 | Das Widum nördlich der Pfarrkirche wurde 1698 im Barockstil errichtet. Im Jahr 1834 wurde das Mittelflurhaus mit einem Krüppelwalmdach umgebaut. | BDA-Hist.: Q38064691 Status: § 2a Stand der BDA-Liste: 2025-06-30 Name: Widum GstNr.: .348 Widum Elbigenalp |
| ja   | Datei hochladen | Kath. Pfarrkirche hl. Nikolaus und Friedhof mit Friedhofskapelle und Kriegergedächtniskapelle HERIS-ID: 55330 Objekt-ID: 63950 TKK: 25375 | bei Dorf 1 Standort KG: Elbigenalp                             | Die Kirche im Süden des Ortes wurde um 1300 erbaut, im 15. Jahrhundert und 1674 erweitert und im 18. Jahrhundert innen barockisiert. An das Langhaus mit steilem, schindelgedecktem Satteldach schließen ein eingezogener Polygonalchor mit Sakristeianbau und ein schlanker Turm mit Giebelspitzhelm an. Der dreijochige Saalraum abgerundeten Ecken und Tonnengewölbe mit Stichkappen ist einheitlich barock gestaltet. Die Deckengemälde mit Darstellungen aus dem Leben des hl. Nikolaus wurden 1776 von Johann Jakob Zeiller geschaffen und sind von dekorativer Rocaillenmalerei umgeben. Der Friedhof rund um die Kirche wurde im 15. Jahrhundert angelegt und ist von einer Umfassungsmauer mit Nischen und Portalanlage begrenzt. In den Nischen befindet sich ein stark übermalter Totentanz-Zyklus. Die in Umfassungsmauer des Friedhofs integrierte Totenkapelle wurde 1489 über dem Beinhaus errichtet. Der turmlose Bau mit geradem Schluss und schindelgedecktem Satteldach weist im Inneren ein Spitztonnengewölbe aus Holz von 1607 auf. Die Fresken an der Stirnwand mit Szenen aus der Magdalenen-Legende wurden 1489 geschaffen. Im Südwesten der Friedhofsanlage wurde 1965 die Kriegergedächtniskapelle zum Gedenken an die Gefallenen und Vermissten beider Weltkriege errichtet. In der offene Kapellennische befindet sich ein Kruzifix von Rudolf Geisler-Moroder. | BDA-Hist.: Q15840288 Status: § 2a Stand der BDA-Liste: 2025-06-30 Name: Kath. Pfarrkirche hl. Nikolaus und Friedhof mit Friedhofskapelle und Kriegergedächtniskapelle GstNr.: .349, .350, .351, 2897 Sankt Nikolaus (Elbigenalp) |
| BW   | Datei hochladen | Denkmal 1812/1814 HERIS-ID: 64170 Objekt-ID: 76874 TKK: 25463                                                                             | bei Dorf 1 Standort KG: Elbigenalp                             | Dieses Denkmal ehrt die gefallenen Lechtaler in den napoleonischen Kriegen gegen Russland. Die steinerne Stele wurde in der zweiten Hälfte des 19. Jahrhunderts nach einem Entwurf von Johann Anton Falger errichtet. Anmerkung: Das Denkmal ist nicht mehr vorhanden, es ist nur noch das Fundament zu sehen. | BDA-Hist.: Q38105602 Status: § 2a Stand der BDA-Liste: 2025-06-30 Name: Denkmal 1812/1814 GstNr.: 2897 |
| ja   | Datei hochladen | Bauernhaus HERIS-ID: 39039 Objekt-ID: 38744 TKK: 25380                                                                                    | Dorf 4 Standort KG: Elbigenalp                                 | Der quergeteilte Einhof mit schindelgedecktem Pfettendach stammt vermutlich aus dem 17. Jahrhundert. Der gemauerte Wohnteil mit firstseitig erschlossenem Mittelflurgrundriss ist mit reicher Fassadenmalerei (Scheinarchitektur und Fensterbekrönungen) aus der zweiten Hälfte des 18. Jahrhunderts geschmückt. Über dem Eingang befindet sich eine kleine Nische mit einer Madonnenstatue. Der Wirtschaftsteil ist über einem gemauerten Stall in Holzbauweise errichtet. | BDA-Hist.: Q37986619 Status: Bescheid Stand der BDA-Liste: 2025-06-30 Name: Bauernhaus GstNr.: .333 Bauernhaus Elbigenalp 4 |
| ja   | Datei hochladen | Bauernhaus HERIS-ID: 39040 Objekt-ID: 38745 TKK: 25385                                                                                    | Dorf 11 Standort KG: Elbigenalp                                | Der quergeteilte Einhof mit schindelgedecktem Pfettendach wurde 1781 errichtet und im 20. Jahrhundert umgebaut. Der Wohnteil mit giebelseitig erschlossenem Mittelflurgrundriss ist im Erdgeschoß gemauert, darüber ein mauerummantelter Blockbau. Die reiche Fassadenmalerei von 1781 mit Scheinarchitektur, Fensterbekrönungen und Heiligendarstellungen wird Johann Jakob Zeiller zugeschrieben. Der Wirtschaftsteil besteht aus einem gemauerten, traufseitig erschlossenen Stall und einer als Blockbau gezimmerten Tenne. | BDA-Hist.: Q37986632 Status: Bescheid Stand der BDA-Liste: 2025-06-30 Name: Bauernhaus GstNr.: .328 Bauernhaus Elbigenalp 11 |
| ja   | Datei hochladen | Bauernhaus, Dengelhaus HERIS-ID: 39042 Objekt-ID: 38747 TKK: 25391                                                                        | Dorf 29 Standort KG: Elbigenalp                                | Der quergeteilte Einhof mit Pfettendach wurde vermutlich im 18. Jahrhundert errichtet und später umgebaut. In dem Haus hielt sich Königin Marie von Bayern mit ihren Söhnen zwischen 1865 und 1887 öfter auf. Der gemauerte Wohnteil mit giebelseitig erschlossenem Mittelflurgrundriss ist mit Stuckdekoration (Eckpilaster, Tür- und Fensterbekrönungen, Friese) aus dem frühen 20. Jahrhundert versehen. Über den Fenstern befinden sich stuckierte Porträköpfe u. a. von Johann Wolfgang Goethe und Friedrich Schiller. Der Wirtschaftsteil besteht aus einem gemauerten, traufseitig erschlossenen Stall und einer Heulege in verschalter Blockbauweise. | BDA-Hist.: Q37986656 Status: Bescheid Stand der BDA-Liste: 2025-06-30 Name: Bauernhaus, Dengelhaus GstNr.: .365 |
| ja   | Datei hochladen | Bauernhaus, Schwesternhaus HERIS-ID: 55327 Objekt-ID: 63947 TKK: 25393                                                                    | Dorf 30 Standort KG: Elbigenalp                                | Die Barmherzigen Schwestern im Mutterhaus Zams bei Landeck erhielten vom ledigen Josef Ignaz Lang im Jahre 1865 sein Bauernhaus überschrieben. Seither ist es als Schwesternhaus in Verwendung. Es war zeitweise als Volksschule und als Internat für Hauptschüler aus den Seitentäler. Heute ist es als Erholungs- und Exerzitienhaus genutzt. Der im Kern aus dem 18. Jahrhundert stammende Einhof wurde um 1820 von Josef Anton Köpfle mit klassizistischer Fassadenmalerei (Scheinarchitektur, Festons und Vasen) versehen. | BDA-Hist.: Q38064703 Status: § 2a Stand der BDA-Liste: 2025-06-30 Name: Bauernhaus, Schwesternhaus GstNr.: 2798 Schwesternhaus, Elbigenalp Nr. 30                                                                                |
| ja   | Datei hochladen | Bauernhaus, Falgerhaus HERIS-ID: 39043 Objekt-ID: 38748 TKK: 25401                                                                        | Dorf 45 Standort KG: Elbigenalp                                | Das Geburtshaus des Malers Anton Falger ist ein ursprünglich zweigeschoßiger, quergeteilter Einhof aus dem späten 18. Jahrhundert mit Pfettendach. Der gemauerte Wohnteil wurde um 1820 von Josef Anton Köpfle mit reicher Fassadenmalerei mit Scheinarchitektur, Portal- und Fensterbekrönungen sowie Friesbändern versehen. Die Eingangstür weist ein geschnitztes Türblatt und eine Oberlichte auf. Der Wirtschaftsteil wurde um 2000 durch einen neuen Zubau ersetzt. | BDA-Hist.: Q37986668 Status: Bescheid Stand der BDA-Liste: 2025-06-30 Name: Bauernhaus, Falgerhaus GstNr.: .380 |
| ja   | Datei hochladen | Wohnhaus, Doktorhaus HERIS-ID: 64182 Objekt-ID: 76887 TKK: 25471                                                                          | Dorf 47 Standort KG: Elbigenalp                                | Der zweigeschoßige Bau mit Pfettendach und giebelseitig erschlossenem Mittelflurgrundriss wurde um 1800 errichtet und später in seiner Grundriss- und Fassadenstruktur verändert. Im Giebelfeld der Nordostfassade finden sich Malereien aus der Zeit um 1800 mit Fensterumrahmung, Darstellung der hll. Georg und Florian, einer Uhr mit gemaltem Ziffernblatt und Vasen. | BDA-Hist.: Q38105646 Status: § 2a Stand der BDA-Liste: 2025-06-30 Name: Wohnhaus, Doktorhaus GstNr.: .388 Doktorhaus, Elbigenalp                                                                                                 |
| ja   | Datei hochladen | Frühmesserhaus HERIS-ID: 55328 Objekt-ID: 63948 TKK: 33433                                                                                | Dorf 55 Standort KG: Elbigenalp                                | Das einfache zweigeschoßige Haus mit Walmdach über breiter Hohlkehle steht westlich des Pfarrbezirks. Es stammt aus der ersten Hälfte des 19. Jahrhunderts. An der traufseitigen Eingangsseite befinden sich ein hölzerner Windfang und eine große Mansarde. | BDA-Hist.: Q38064714 Status: § 2a Stand der BDA-Liste: 2025-06-30 Name: Frühmesserhaus GstNr.: .352 Frühmesshaus, Elbigenalp |
| ja   | Datei hochladen | Denkmal 1408 HERIS-ID: 64174 Objekt-ID: 76878 TKK: 25464                                                                                  | bei Dorf 55 Standort KG: Elbigenalp                            | Das Denkmal erinnert an die Scharmützel der Lechtaler gegen die Appenzeller im Jahre 1408. Das klassizistische Kreuz auf einem Steinsockel mit Corpus Christi, Leidenswerkzeugen und Inschriftentafeln aus Guss- und Schmiedeeisen stammt aus der zweiten Hälfte des 19. Jahrhunderts. | BDA-Hist.: Q38105631 Status: § 2a Stand der BDA-Liste: 2025-06-30 Name: Denkmal 1408 GstNr.: .352 Denkmal 1408, Elbigenalp |
| ja   | Datei hochladen | Bildstock bei der Ölbergkapelle HERIS-ID: 64167 Objekt-ID: 76871 TKK: 25433                                                               | Dorf 58, in der Nähe Standort KG: Elbigenalp                   | Der gemauerte Kapellenbildstock mit schindelgedecktem Satteldach stammt aus der ersten Hälfte des 19. Jahrhunderts. In der Bogennische beherbergt er eine Schnitzfigur Christus im Kerker aus dem 18. Jahrhundert. | BDA-Hist.: Q38105592 Status: § 2a Stand der BDA-Liste: 2025-06-30 Name: Bildstock bei der Ölbergkapelle GstNr.: 169 |
| ja   | Datei hochladen | Ölbergkapelle hl. Kreuz HERIS-ID: 55329 Objekt-ID: 63949 TKK: 25421                                                                       | bei Dorf 58 Standort KG: Elbigenalp                            | Die Kapelle steht nördlich des Ortes auf einem Felsvorsprung. Sie wurde zwischen 1670 und 1680 erbaut und 1832 auf einen dreijochigen Raum erweitert. Im Inneren sind moderne Gewölbefresken von Wolfram Köberl aus dem Jahr 1974 zu sehen. | BDA-Hist.: Q38064724 Status: § 2a Stand der BDA-Liste: 2025-06-30 Name: Ölbergkapelle hl. Kreuz GstNr.: .391 Ölbergkapelle hl. Kreuz, Elbigenalp                                                                                 |
| ja   | Datei hochladen | Bauernhaus HERIS-ID: 39041 Objekt-ID: 38746 TKK: 25415                                                                                    | Obergiblen 18 Standort KG: Elbigenalp                          | Der quergeteilte Einhof mit Satteldach wurde 1781 erbaut. Der giebelseitig über einen Mittelflurgrundriss erschlossene Wohnteil besteht aus einem gemauerten Küchenbereich und darüber einem Kantblockbau mit ummantelter Putzfassade. Die Fassade erhielt um 1800 ihre reiche Bemalung mit Scheinarchitektur, Portalbekrönung mit Engeln und Fensterrahmungen. Der Wirtschaftsteil besteht aus einem gemauerten Stall und einer in Holzbauweise errichteten Heulege. | BDA-Hist.: Q37986644 Status: Bescheid Stand der BDA-Liste: 2025-06-30 Name: Bauernhaus GstNr.: .308 |
| ja   | Datei hochladen | Ortskapelle hl. Anna HERIS-ID: 58939 Objekt-ID: 69839 TKK: 25432                                                                          | Obergrünau 5, in der Nähe Standort KG: Elbigenalp              | Die Ortskapelle in Obergrünau mit steilem schindelgedecktem Satteldach mit hölzernem Glockenträger wurde vermutlich im 18. Jahrhundert errichtet. Im Inneren weist sie einen Gebetsraum mit Dreiachtelschluss und flacher Holzdecke auf. | BDA-Hist.: Q38085391 Status: § 2a Stand der BDA-Liste: 2025-06-30 Name: Ortskapelle hl. Anna GstNr.: .284 St. Anna (Obergrünau)                                                                                                  |
| ja   | Datei hochladen | Bauernhaus, Wasle HERIS-ID: 45890 Objekt-ID: 47410 TKK: 25409, 25410                                                                      | Untergiblen 9 Standort KG: Elbigenalp                          | Der quergeteilte Einhof mit Satteldach wurde vermutlich im 18. Jahrhundert erbaut. Die Fassade des gemauerten Wohnteils ist mit einfachem Stuck des 19. Jahrhunderts verziert. Der Wirtschaftsteil besteht aus einem gemauerten Stall und einer in senkrecht verbretterter Ständerbauweise gezimmerten Heulege. Das Gartenhäuschen stammt aus der Zeit um 1900. Die senkrecht verschalte Ständerkonstruktion mit schindelgedecktem Walmdach und rundbogigen Fenstern mit Sprossenteilung ist mit Schnitzwerk und Brandmalerei mit vorwiegend floralen Mustern verziert. | BDA-Hist.: Q38018033 Status: Bescheid Stand der BDA-Liste: 2025-06-30 Name: Bauernhaus, Wasle GstNr.: .446 |
| ja   | Datei hochladen | Bauernhaus, Einhof HERIS-ID: 46119 Objekt-ID: 47789 TKK: 25411                                                                            | Untergiblen 11 Standort KG: Elbigenalp                         | Der quergeteilte Einhof mit Satteldach wurde in der ersten Hälfte des 19. Jahrhunderts errichtet und 1909 und 1913 umgebaut. Der gemauerte Wohnteil mit firstseitig erschlossenem Mittelflurgrundriss weist eine Fassade mit Stuckdekor (Portal- und Fensterbekrönungen) von 1909 auf. Das Portal an der Giebelfassade ist über eine kleine Freitreppe erreichbar. Im Inneren finden sich eine getäfelte Stube und ein Stuckaufsatz über der Tür. Der Wirtschaftsteil besteht aus einem gemauerten Stall und einer in Ständerbauweise gezimmerten Heulege. | BDA-Hist.: Q38019383 Status: Bescheid Stand der BDA-Liste: 2025-06-30 Name: Bauernhaus, Einhof GstNr.: .447 |
| ja   | Datei hochladen | Kapelle hl. Josef HERIS-ID: 64171 Objekt-ID: 76875 TKK: 25419                                                                             | gegenüber Untergrünau 8a Standort KG: Elbigenalp               | Die Kapelle zum heiligen Josef mit einem rechteckigen Betraum und einem Dreiachtelschluss wurde 1696 errichtet und in der zweiten Hälfte des 19. Jahrhunderts verlängert. Die Altarfiguren der heiligen Josef und Maria entstanden zwischen 1830 und 1840. | BDA-Hist.: Q38105610 Status: § 2a Stand der BDA-Liste: 2025-06-30 Name: Kapelle hl. Josef GstNr.: .287 St. Josef, Untergrünau |
| ja   | Datei hochladen | Bauernhaus, Biebleshof HERIS-ID: 41237 Objekt-ID: 41710 TKK: 25414                                                                        | Untergrünau 5 Standort KG: Elbigenalp                          | Der quergeteilte Einhof mit Satteldach stammt im Kern vermutlich aus dem 16. Jahrhundert und wurde um 1760 erweitert. Der giebelseitig über einen Mittelflurgrundriss erschlossene Wohnteil besteht aus einem gemauerten Küchenbereich, darüber einem Kantblockbau mit ummantelter Putzfassade. Die Fassade ist mit Pilastern mit bogenförmigen Pfettenköpfen und vorgeblendeten Zierschnittbrettern gegliedert. Der Wirtschaftsteil ist in Blockbauweise gezimmert. | BDA-Hist.: Q37998802 Status: Bescheid Stand der BDA-Liste: 2025-06-30 Name: Bauernhaus, Biebleshof GstNr.: .293 |
| ja   | Datei hochladen | Bildstock Pestkreuz HERIS-ID: 64173 Objekt-ID: 76877 TKK: 25462                                                                           | Straße nach Untergiblen Standort KG: Elbigenalp                | Das Denkmal zur Erinnerung an die Pestzeit von 1633 wurde in der zweiten Hälfte des 19. Jahrhunderts errichtet. Es besteht aus einem Stein in Form einer Grabstele und einem gusseisernen Kruzifix. | BDA-Hist.: Q38105622 Status: § 2a Stand der BDA-Liste: 2025-06-30 Name: Bildstock Pestkreuz GstNr.: 2539 |
| BW   | Datei hochladen | Wappen HERIS-ID: 65836 Objekt-ID: 78705 TKK: 115580                                                                                       | im vorderen Teil der Bernhardsschlucht Standort KG: Elbigenalp | Die Rötelzeichnungen von Wappen in der Bernhardsklamm wurden in der zweiten Hälfte des 19. Jahrhunderts zu Ehren der bayrischen Königin Marie angefertigt, die die Sommermonate der Jahre 1867–1889 in Elbigenalp verbrachte. | BDA-Hist.: Q38111806 Status: § 2a Stand der BDA-Liste: 2025-06-30 Name: Wappen GstNr.: 2507/3 |